# Orrouer
Orrouer – miejscowość i gmina we Francji, w Regionie Centralnym, w departamencie Eure-et-Loir.
Według danych na rok 1990 gminę zamieszkiwało 196 osób, a gęstość zaludnienia wynosiła 15 osób/km² (wśród 1842 gmin Centre, Orrouer plasuje się na 943. miejscu pod względem liczby ludności, natomiast pod względem powierzchni na miejscu 986.).